# Hafen Freetown

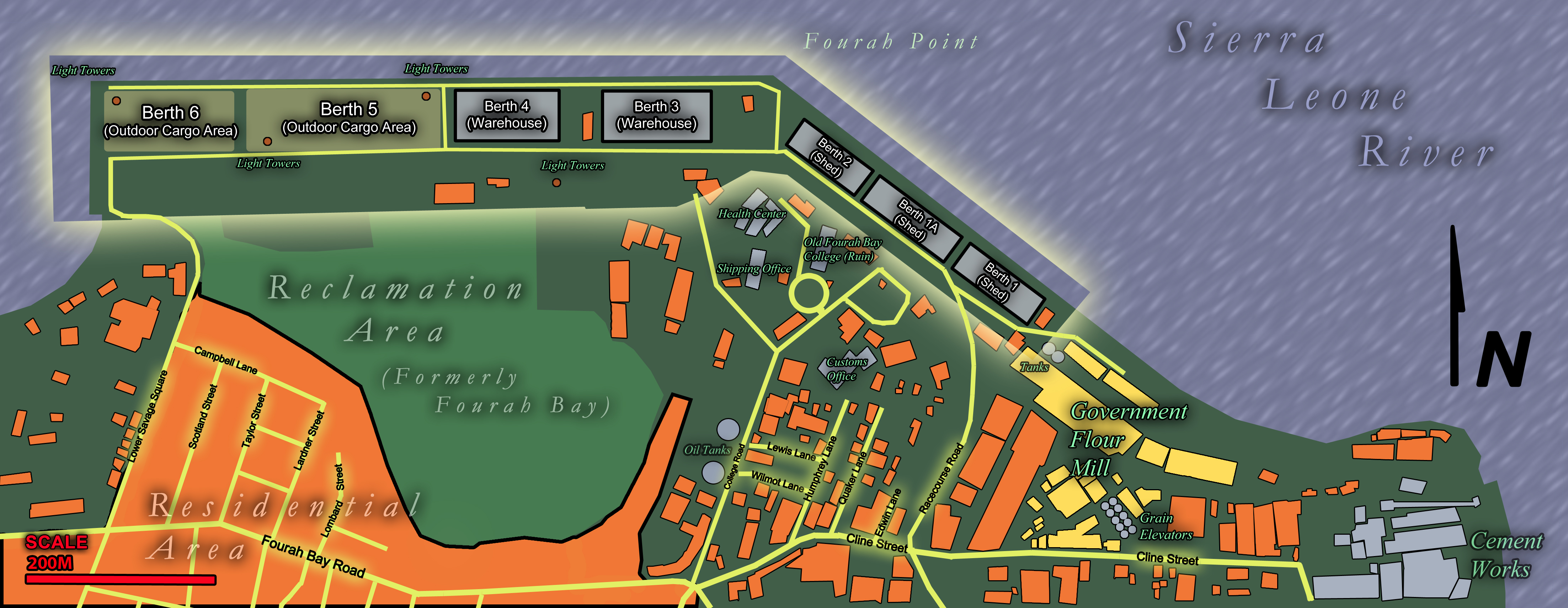
Karte des Hafens

Der Hafen Freetown (englisch Port of Freetown) mit dem Queen Elizabeth II Quay ist ein Seehafen in der sierra-leonischen Hauptstadt Freetown. Es handelt sich um den flächenmäßig größten Hafen des Landes und den drittgrößten Naturhafen der Erde. Er wird von der Sierra Leone Ports Authority betrieben.

## Lage, Infrastruktur, Betrieb
Der Hafen, an der Südküste des Sierra Leone River in der Fourah-Bucht gelegen, erlaubt Schiffe mit einem maximalen Tiefgang von 11,90 Meter. Der Hafen verfügt über verschiedene Einrichtungen, darunter vier Lagerhallen, ein Ölterminal mit Tanklagern für Gasöl, Benzin und Bioethanol Containerplätze und -abfertigungseinrichtungen. Der Hafen bietet sechs Anlegeplätze und eine Lagerfläche von 31.000 Quadratmetern. Nur zwei Anlegeplätze mit einer Länge von 722 Meter werden aktiv genutzt.
Im November 2011 wurde der Betrieb des Containerhafens an das Unternehmen Bolloré Africa Logistics für 25 Jahre abgegeben. Der Hafen wird seit 2016 massiv für 130 Millionen US-Dollar vom Betreiber ausgebaut.

## Geschichte
Der Bau der Hafenanlagen begann 1953 unter dem Namen Fourah Bay. Die Kaianlagen haben damals 1,47 Millionen Pfund Sterling gekostet.

## Wirtschaftliche Bedeutung
Der Hafen Freetown hat eine herausragende Bedeutung für den Handel des Landes. Er wurde für mehr als 11 Millionen US-Dollar ausgebaut. Erstmals wurde der Hafen Ende 2013 wieder von einem internationalen Kreuzfahrtschiff, der Hamburg angelaufen.